# تخدير وريدي ناحي

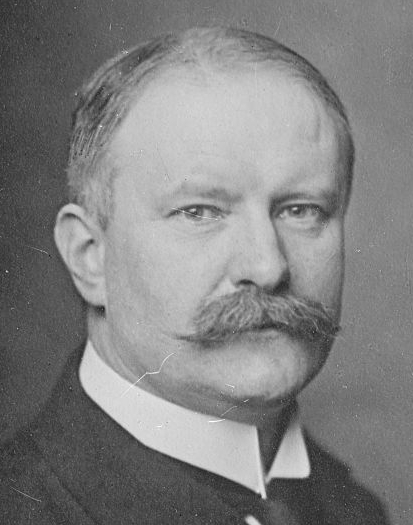
أغسطس بيير مبتكر تقنية التخدير الناحي الوريدي

التخدير الوريدي الناحي أو التبنيج الوريدي الناحي (بالإنجليزية: Intravenous regional anesthesia)‏ هو أحد طرق تخدير الأطراف والتي يتم خلالها حقن المخدر الموضعي بطريقة مخصوصة عن طريق الوريد. تعتمد فكرة التخدير الناحي الوريدي على انتشار المخدر الموضعي من الأوردة باتجاه الأعصاب المجاورة بعد قطع التغذية الدموية بشكل آمن عن الطرف المراد تخديره باستخدام مضغطة، بالإضافة لقطع التغذية الدموية تعمل المضغطة على الحفاظ على المخدر الموضعي في الطرف المخدر دون انتشاره عن طريق الدورة الدموية إلى باقي الجسم. يعد الجراح الألماني أغسطس بيير أول من قام باستخدام هذه التقنية عام 1908.

## الطريقة
قبل البدء يتم وضع قنية طبية (كانيولا) في الطرف المراد تخديره وتثبيتها بشكل جيد، ثم يتم تفريغ الطرف من الدماء باتجاه القلب عن طريق رفعه لأعلى لمدة تتراوح بين 5-10 دقائق وباستخدام رباط ضاغط يلف حوله، ثم يتم تثبيت المضغطة الهوائية أعلى الطرف ورفع الضغط بها بزيادة عن ضغط الدم الانقباضي بمقدار 30 ملم زئبق على الأقل حتى يتم وقف التغذية الدموية تماماً ثم يتم ازالة الرباط الضاغط بعد ذلك، بعد ذلك يتم حقن الأدوية المخدرة عن طريق الوريد، أكثر أدوية التخدير الموضعية استخداماً هو ليدوكائين ويتم حقنه ببطء دون إضافة أدرينالين، بعد الحقن يتم الانتظار لمدة تتراوح بين 6-8 دقائق قبل الشروع في إجراء الجراحة حيث تكمن أهميتها في تجنب انتشار المخدر الموضعي عن طريق الدم إلى باقي الجسم وإحداث مضاعفات، يستمر مفعول المخدر الموضعي لفترة قد تصل إلى ساعتين. يمكن استخدام عقار فينتانيل لتحسين مفعول المخدر الموضعي، كما يمكن إضافة بنزوديازيبين لتجنب حدوث تشنجات. يمنع بشكل مطلق استخدام عقاقير ذات تأثير سام على القلب مثل بوبيفاكيين.

## وسائل الأمان
يتم استخدام الطريقة في عمليات الأطراف قصيرة المدة (أقل من ساعتين)، كما يمنع استخدامها في المرضى المصابين بفقر الدم المنجلي حيث أن نقص التغذية الدموية يؤدي إلى هبوط مستوى الأكسجين بالدم في الطرف المخدر مما يؤدي إلى ظهور أعراض المرض، يحظر استخدامها كذلك في المرضى المصابين بمرض رينو وتصلب الجلد، حالياً يتم استخدام مضغطة مخصصة للتخدير الناحي الوريدي ويجب على طبيب التخدير التأكد من عملها بشكل جيد وتوافر صمامات الأمان بها وعدم وجود أي تسريب قبل الشروع في إجراء التخدير.